# Barbie (2023.)
Barbie je američka fantastična komedija iz 2023. koju je režirala Greta Gerwig, a napisali Gerwig i Noah Baumbach. Temeljen na Mattelovim modnim lutkama Barbie i prvi je prvi igrani film o Barbie nakon brojnih računalno animiranih videa i televizijskih filmova. U filmu glume Margot Robbie kao Barbie i Ryan Gosling kao Ken, te radnja prati njih dvoje na putu samospoznaje nakon egzistencijalne krize. Film također ima glumačku postavu koju čine America Ferrera, Kate McKinnon, Issa Rae, Rhea Perlman i Will Ferrell.
U rujnu 2009. Universal Pictures najavio je igrani film o Barbie uz producenta Laurencea Marka. Razvoj je započeo u travnju 2014., kada je Sony Pictures preuzeo filmska prava. Nakon višestrukih promjena scenarista i redatelja te odabira Amy Schumer i kasnije Anne Hathaway kao Barbie, prava su prenesena na Warner Bros. Picturesu u listopadu 2018. Robbie je izabrana 2019., a Gerwig je najavljena kao redatelj i koscenarist s Baumbachom 2021. Ostatak glumačke postave najavljen je početkom 2022. Snimanje se uglavnom odvijalo u studiju Warner Brosa u engleskome Leavesdenu u i na Venice Beach Skateparku u Los Angelesu od ožujka do srpnja 2022.
Barbie je premijerno prikazana u Los Angelesu 9. srpnja 2023., a u kinima je u Sjedinjenim Državama puštena 21. srpnja 2023. Istovremeno objavljivanje s povijesnim filmom Oppenheimer dovelo je do fenomena „Barbenheimer” na društvenim mrežama, što je potaknulo teuze o dvostrukom filmu. Film je dobio pohvale kritičara i zaradio je preko milijardu dolara diljem svijeta. Filmska glazba filma nominirana je za 11 nagrada Grammy.

## Radnja
Stereotipna Barbie ("Barbie") i druge lutke žive u Barbielandu, matrijarhalnom društvu naseljenom različitim verzijama Barbie, Kena i skupinom ukinutih modela, koje tretiraju kao otpadnike zbog svojih nekonvencionalnih osobina. Dok Keni dane provode igrajući se na plaži, smatrajući to svojom profesijom, Barbike imaju prestižne poslove poput liječnika, odvjetnika i političara. Ken s plaže ("Ken") je sretan samo kad je s Barbie, i traži bližu vezu, no ona ga odbija u korist drugih aktivnosti i ženskih prijateljstava.
Jedne večeri na plesnoj zabavi, Barbie iznenada spopadne briga o smrtnosti. Preko noći dobije loš zadah, celulit i ravna stopala, što ometa njezinu uobičajenu rutinu sljedeći dan. Ona traži Čudnu Barbie, unakaženu lutku, koja joj govori da mora pronaći dijete koje se igra s njom u stvarnom svijetu kako bi izliječila njezine bolesti. Ken se sprema u njezin kabriolet kako bi joj se pridružio, na što Barbie nevoljko pristaje.
Stigavši na Venice Beach, Barbie udari muškarca jer ju je pipkao, što dovodi do njenog i Kenovog kratkog uhićenja. Uznemiren njihovom prisutnošću, direktor Mattela naređuje njihovo ponovno hvatanje. Barbie pronalazi svoju vlasnicu, tinejdžericu Sashu, koja je kritizira zbog poticanja nerealnih standarda ljepote. Uznemirena Barbie otkriva da je u stvarnosti Gloria, zaposlenica Mattela i Sashina majka, nenamjerno izazvala njezinu egzistencijalnu krizu nakon što se Gloria počela igrati Sashinim starim Barbie igračkama u sličnom stanju. Mattel pokušava staviti Barbie u kutiju za igračke za ponovnu proizvodnju, ali ona bježi uz pomoć Glorije i Sashe i njih troje putuju u Barbieland s rukovoditeljima Mattela u potjeri.
U međuvremenu, Ken uči o patrijarhatu i po prvi put osjeća poštovanje. Vrativši se u Barbieland, on nagovori ostale Kene da preuzmu vodstvo, a Barbike su indoktrinirane u podložne uloge, kao što su ugodne djevojke, domaćice i služavke. Barbie dolazi i ne uspijeva sve uvjeriti da se vrate na staro. Postaje depresivna, ali Gloria joj održi govor o proturječnim očekivanjima društva od žena, vraćajući Barbie samopouzdanje.
Uz pomoć Sashe, Čudne Barbie, Allana i ukinutih lutaka, Glorijin govor deprogramira Barbike iz njihove indoktrinacije. Zatim manipuliraju Kenovima da se međusobno bore, odvraćajući ih od upisivanja muške superiornosti u ustav Barbielanda, a Barbike ponovno preuzimaju moć. Nakon što su sada same iskusile sustavno ugnjetavanje, Barbike odlučuju ispraviti greške svog prethodnog društva, naglašavajući bolji tretman Kenovih i svih otpadnika.
Barbie i Ken ispričavaju se jedno drugome, priznajući svoje pogreške. Ken žali što nema svrhe bez Barbie, a ga ona potiče da pronađe autonomni identitet. Barbie, koja i dalje nije sigurna u vlastiti identitet, susreće se s duhom Ruth Handler, suosnivačice Mattela i kreatorice lutke Barbie, koja objašnjava da Barbiena priča nema određeni kraj i da njezina povijest koja se neprestano razvija nadilazi njezine korijene.
Barbie odlučuje postati čovjekom i vratiti se u stvarni svijet, a od nje se opraštaju rukovoditelji Barbie, Kena i Mattela. Nešto kasnije, Gloria, njezin suprug i Sasha odvode Barbie, koja se sada zove "Barbara Handler", na prvi pregled kod ginekologa.

## Glumci
- Margot Robbie kao Barbie/ „stereotipična Barbie”
- druge inačice Barbie:
  - Kate McKinnon kao Čudna Barbie
  - Issa Rae kao Predsjednica Barbie
  - Alexandra Shipp kao Spisateljica Barbie
  - Emma Mackey kao Fizičarka Barbie
  - Hari Nef kao Dr. Barbie
  - Sharon Rooney kao Odvjetnica Barbie
  - Ana Cruz Kayne kao Sutkinja Barbie
  - Ritu Arya kao Novinarka Barbie
  - Dua Lipa kao Sirena Barbie
  - Nicola Coughlan kao Diplomantica Barbie
  - Mette Narrative kao Barbie Video Girl
  - Marisa Abela kao Teen Talk Barbie
  - Lucy Boynton kao Proust Barbie
- Ryan Gosling kao Ken
- druge inačice od Kena:
  - Simu Liu kao Ken 1
  - Kingsley Ben-Adir kao Ken 2
  - Scott Evans kao Ken 3
  - Ncuti Gatwa kao Ken 4
  - John Cena kao Kenmaid
  - Rob Brydon kao Sugar Daddy Ken
  - Tom Stourton kao Earring Magic Ken
- America Ferrera kao Gloria, zaposlenica u Mattel koja pomaže Barbie u pravom svijetu
- Michael Cera kao Allan
- Ariana Greenblatt kao Sasha, kći Glorije
  - Genvieve Toussaint kao mala Sasha
- Rhea Perlman kao duh Ruth Handler, suosnivačice Mattel-a i Barbiene „majke”
- Helen Mirren kao pripovjedač
- Will Ferrell kao predsjednika Mattela
- Connor Swindells kao Aaron Dinkins, pripravnik u Mattelu
- Jamie Demetriou kao CFO od Mattel
- Emerald Fennell kao Midge
- druge inačice Skippera:
  - Erica Ford kao Skipper
  - Hannah Khalique-Brown kao Skipper u odrastanju
- Ann Roth kao starica na klupi
- Will Merrick kao mladi suradnik u Mattelu
- Asim Chaudhry kao skladištar u Mattelu
- Annie Mumolo kao Tjeskobna mama
- Lauren Holly kao mama koja pita Kena za vrijeme
- Ray Fearon kao Dan od FBI-a

## Produkcija

### Razvoj projekta
Razvoj filma temeljenog na liniji Barbie igračaka započeo je u rujnu 2009., kada je objavljeno da je Mattel potpisao partnerstvo za razvoj projekta s tvrtkom Universal Pictures i s Laurenceom Markom kao producentom, ali ništa nije urodilo plodom. U travnju 2014., Mattel se udružio sa Sony Pictures u produkciji filma, za koji bi Jenny Bicks napisala scenarij, a Laurie MacDonald i Walter F. Parkes producirali kroz Parkes+MacDonald Image Nation banner koji su kreirali. Snimanje je u to vrijeme trebalo početi do kraja godine. U ožujku 2015. Diablo Cody je uključena u projekt kako bi prepisala scenarij, a Amy Pascal pridružila se producentskom timu. Sony Pictures je kasnije te godine ponovo dao preraditi scenarij, angažirajući Lindsey Beer, Berta V. Royala i Hillary Winston za zasebne nacrte.
U prosincu 2016. Amy Schumer započela je pregovore o glavnoj ulozi prema Winstonovom scenariju; Schumer je pomogla doraditi scenarij sa svojom sestrom Kim Caramele. U ožujku 2017. Schumer je napustila pregovore, okrivljujući sukobe oko rasporeda zbog planirana početka snimanja u lipnju 2017.; 2023. otkrila je da je napustila projekt zbog kreativnih razlika s tadašnjim producentima filma. Tog srpnja, Anne Hathaway je bila u razmatranju za naslovnu ulogu, a Sony Pictures je angažirao Oliviju Milch za prijepis scenarija i pristupio je Alethei Jones za režiju kako bi potaknuli zanimanje Hathaway za prijavu. Jones je imenovan za režiju do ožujka 2018.
U kolovozu 2018. izvršni direktor Mattela Ynon Kreiz angažirao je Robbieja Brennera kao producenta, a prava su vraćena Mattelu, te je Kriez imao namjeru vratiti prava nakon isteka opcije Sony Picturesa. Kasnije je Brenner angažiran za vodstvo Mattel Filmsa. Istek opcije Sony Picturesa na projektu u listopadu 2018. i njegov prijenos na Warner Bros. Pictures značio bi odlaske Hathawaya, Jonesa, Macdonalda, Parkesa i Pascala. Margot Robbie je ušla u rane pregovore za ulogu, a Patty Jenkins je nakratko razmatrana za mjesto redateljice. Kreiz je bio odlučan dodijeliti Robbieju glavnu ulogu nakon što se sastao s njom nakon što je primljen na mjesto izvršnog direktora jer su i on i Brenner smatrali da je Robbiein izgled sličan izgledu konvencionalne Barbie lutke i pokazali su zanimanje za njezine ideje. Prvi sastanci održani su u Beverly Hillsu. Naposljetku, Brenner se udružio s Robbiejevom produkcijskom tvrtkom, LuckyChap Entertainment, a Robbiein suprug Tom Ackerley i Josey McNamara također su uključeni kao producenti. Robbiejev izbor kao glavna glumica potvrđen je u srpnju 2019. Robbie je također agitirala i kao producent i predstavila je film Warner Brosu. Tijekom sastanka o odobrenju, Robbie je usporedila film s Jurskim parkom Stevena Spielberga i također u šali rekla da će zaraditi više od milijardu dolara. Kasnije se obratila Greti Gerwig kao scenaristici jer je uživala u prethodnim Gerwigovim filmovima, posebno u Malim ženama. Gerwig je bila u postprodukciji drugoga filma te je prihvatila ulogu pod uvjetom da njezin partner, Noah Baumbach, također napiše scenarij. Gerwig je potpisala i režiju filma u srpnju 2021. Robbie je izjavila da je cilj filma potkopati očekivanja publike.

### Pisanje
Gerwig i Baumbach dobili su punu stvaralačku slobodu u pisanju filma. Surađivali su na scenariju 2020. i 2021. Gerwigina filmska obrada sastojala se od apstraktne pjesme o Barbie pod utjecajem Apostolskog vjerovanja. Za narativni dio djelomično ju je nadahnula publicistička knjiga Mary Pipher Reviving Ophelia iz 1994., koja opisuje učinke društvenih pritisaka na američke adolescentice. Također je pronašla nadahnuće u klasičnim mjuziklima u Technicoloru kao što su Crvene cipelice i Cherbourški kišobrani. Scenarij sadrži kritiku Mattela, što je izazvalo skepticizam među dužnosnicima Mattela pri primitku prve inačice. Međutim, Kriez je odlučio vjerovati Gerwig. Brenner je Barbie protumačila kao „hrabru” i „pionirsku” figuru. Kao rezultat toga, portret Willa Ferrella kao izvršnog direktora Mattela trebao je biti alegorija na korporativnu Ameriku. Kriez je pohvalio Ferrella i rekao da, iako dužnosnici Mattela svoje brandove shvaćaju ozbiljno, sebe ne shvaćaju ozbiljno. I Gerwig i Robbie smatrali su da je film „sasvim sigurno feministički film”, ali dužnosnici Mattela odbacili su opis.
Na Gerwig su također utjecala njezina iskustva s Barbie iz djetinjstva. Majka ju je odvraćala od kupovine lutaka, ali joj je na kraju to dopustila. Odlučivši priznati kontroverznu prirodu lutke Barbie, Gerwig je odlučila stvoriti film u kojem bi ona i „radila i subvertirala stvar”, u smislu da bi slavila feminizam koji stoji iza Barbie, primjećujući pak kontroverzne standarde ljepote povezane s njom. Fascinirala ju je i ideja da ljudi stvaraju lutke, koje pak oponašaju ljude, osjećajući da „smo u stalnom razgovoru s neživim predmetima”, a pritom publici prenosi poruku „samo budi ono što jesi i znaj da je to dovoljno”. Film je namjerno suprotstavio kontradiktorne poruke, poput kritike konzumerizma, ali glamuriziranja plastičnih proizvoda, i na kraju filma, u kojem Barbie želi biti više od plastične lutke. Gerwig je rekla da je „ontologija Barbie” slična onome što je ona doživljavala kao Shakespeareov maksimalizam, u kojem je uživala u njegovim djelima. Utemeljila je film na onome što je opisala kao „pojačanu teatralnost koja vam omogućuje da se nosite s velikim idejama usred anarhične igre”.
Gerwig je opisala film kao anarhičan, neobičan i humanistički, s idejom o Barbie „ograničenoj u mnoštvu”, jer su „sve ove žene Barbie i Barbie su sve te žene”, smatrajući da kao rezultat toga Barbie ne treba imati vlastiti osobni život, jer je bila prilagođena svojoj okolini. Također je opisala priču kao odraz djevojčina putovanja od djetinjstva do adolescencije, iako nije smatrala da je to film o odrastanju.
Pisanje je započela tumačeći Barbie kao život u utopiji i na kraju doživljava stvarnost, gdje će se morati „suočiti sa svim stvarima od kojih su bile zaštićene na ovom mjestu [Barbieland]”. Također je povukla paralele s pričom o Adamu i Evi i Miltonovim Izgubljenim rajem, nadahnuta konceptom da „nema poezije bez boli”. Kako bi naglasila tragične elemente Barbie i Kena koji se suočavaju sa stvarnim svijetom, usredotočila se na elemente disonancije. Kao takvu, odlučila je zadržati scenu u kojoj Robbiejeva Barbie govori starijoj ženi da je lijepa nakon što je od nje zatraženo da je ukloni, jer je smatrala da ta scena predstavlja „srce filma”. Također je željela pružiti „protuargument” Barbie prikazujući scenu u kojoj Barbie saznaje da je neke žene ne vole, i smatrala je da je to filmu dalo „pravu intelektualnu i emocionalnu snagu”.Kao takva, prikazana je i scena u kojoj se Barbie neprikladno gleda na Venice Beachu, koju je Gerwig odlučila prikazati jer je smatrala da je to univerzalno iskustvo, posebno relevantno za glumce. Na kraju filma Barbie izgovara rečenicu „Ovdje sam da vidim svojeg ginekologa”. Ta rečenica njezina je poruka povjerenja mlađim djevojkama, s obzirom na to da joj je bilo neugodno zbog svojeg tijela dok je bila mlađa.
Barbie također istražuje negativne posljedice hijerarhijskih struktura moći, a Gerwig kaže da je ekstrapolirala da „Barbike vladaju, a Keni su niža klasa”, slično kao u Planetu majmuna. Ken ima nisko samopouzdanje i traži odobravanje od Barbie. Gosling je usporedio Gerwigovu viziju s logom I Love New York Miltona Glasera jer je smatrao da je Gerwig stvorila likove u filmu kao način razumijevanja suvremenog svijeta. Ken ima jedinu baladu u filmu, a Gerwig je to identificirala kao trenutak u kojem je osjetila da film nadilazi ono što bi film o Barbie konvencionalno trebao biti.

### Odabir glumaca
U listopadu 2021. Ryan Gosling je ušao u završne pregovore za ulogu Kena u filmu. America Ferrera, Simu Liu i Kate McKinnon odabrani su u veljači 2022. Liu je otišao na audiciju za film nakon što je njegov agent oduševljeno rekao da je scenarij jedan od najboljih koje je ikad pročitao. U ožujku 2022. otkriveno je da su Ariana Greenblatt, Alexandra Shipp i Emma Mackey također u glumačkoj postavi. Will Ferrell pridružio se glumačkoj ekipi u travnju, zajedno s Issom Rae, Michaelom Cerom, Hari Nefom, Kingsleyem Ben-Adirom, Rheom Perlman, Ncuti Gatwa, Emerald Fennell, Sharon Rooney, Scottom Evansom, Anom Cruz Kayne, Connorom Swindellsom, Ritu Arya i Jamiejem Demetriouom. U travnju 2023. najavljeno je priključivanje i Johna Cene.
Tijekom dabira glumaca, Gerwig i Robbie tražili su glumice s tzv. „Barbie energijom” (koja je opisana kao „određena neizreciva kombinacija ljepote i bujnosti”). Mackey je u intervjuu za Empire 2022. otkrio da će veliki dio sporedne postave glumiti različite iteracije Barbie i Kena.

### Filmski setovi
Sarah Greenwood i Katie Spencer su scenografkinje i dekoraterke u filmu. Za Barbie Dreamhouse, par je crpio inspiraciju iz modernističke arhitekture sredine stoljeća pronađene u Palm Springsu, uključujući Kaufmann Desert House Richarda Neutre, kao i fotografije Slima Aaronsa. Arhitektura filma nadahnuta je Pee-weejevom velikom avanturom, slikama Waynea Thiebauda i stanom Genea Kellyja u mjuziklu Amerikanac u Parizu. „Sve je trebalo biti taktilno, jer igračke su, prije svega, stvari koje dodirnete”, izjavila je Gerwig govoreći o korištenju praktičnih efekata umjesto CGI-ja za snimanje neba i planina San Jacinto. Scenografija je također poznata po opsežnoj upotrebi specifične nijanse ružičaste boje, Pantone 219. Scene su se isprva snimale u minijaturnim modelima, a zatim na stvarnoj slici. Razgovori o dizajnu setova sa snimateljem Rodrigom Prietom, Greenwood i kostimografkinjom Jacqueline Duran vođeni su godinu dana prije samoga snimanja. Gerwig je također navela redatelja Petera Weira za inspiraciju za Barbie Land.

### Kostimi
Kostimografkinja Jacqueline Durran, koja je prethodno surađivala s Gerwig na Malim ženama, osmislila je Barbienu garderobu. Kako bi odgovarali ambijentu Barbielanda, Durran i njezin tim osmislili su kostime načinjene od otprilike petnaest kombinacija boja „koje su podsjećale na ideju plaže francuske rivijere ranih 1960.-ih” i crpile nadahnuće od glumice Brigitte Bardot. Za Kenovu odjeću, Durran se fokusirao a izgled sastavljen od šarene sportske odjeće iz 1980-ih, dok je glumac Ryan Gosling predložio donje rublje marke Ken za lik. Durran je prilagodila odjeću iz prošlih iteracija Barbie lutaka, kao što su lutke „Western Stampin'” iz 1993. i  „Hot Skatin'” iz 1994. Napomenula je da su lutke Barbie „vrlo koristan način pogleda na različite ideje o ženstvenosti: što to znači, tko je posjeduje i kome je namijenjena” i odrazila je tu ideju na način na koji je odijevala likove. Dio odjeće prikazane u filmu potječe iz modnih arhiva Coco Chanel.

### Snimanje
Glavno snimanje započelo je 22. ožujka 2022. u studiju Warner Bros. u Leavesdenu, u Engleskoj, i završeno 21. srpnja 2022. Među poznatim lokacijama snimanja bio je Venice Beach Skatepark u Los Angelesu. Rodrigo Prieto je radio kao snimatelj. Gerwig je odlučila koristiti tehnike snimanja iz 1950-ih, budući da je Barbie bila popularna igračka od 1959., s namjerom ponovnog stvaranja izgleda toga razdoblja. Snimanje je nadahnuo film Pitanje života i smrti. Kako bi istaknula tragičnu prirodu Barbie i Kena koji se suočavaju s poteškoćama stvarnog svijeta, usmjerila je Robbie i Goslinga na dramsko ponašanje. Ponovno snimanje održano je u Los Angelesu u travnju 2023.

## Glazba
Alexandre Desplat, koji je surađivao s Gerwig u Malim ženama, trebao je snimiti glazbu za Barbie početkom rujna 2022. Međutim, do svibnja 2023. Desplat je napustio projekt, a Mark Ronson i Andrew Wyatt preuzeli su dužnosti skladanja. Tijekom godine dana, Ronson je dobio zadatak snimiti spundtrack koji je odgovarao Gerwigovoj viziji Barbie. Dok se film montirao u postprodukciji, Ronson i Gerwig bi prikazali scene iz filma izvođačima koje su željeli na filmskoj glazbi.
Filmska podloga za film, Barbie: The Album, objavljena je 21. srpnja 2023. Album sadrži pjesme izvođača Ava Max, Charli XCX, Dominic Fike, Fifty Fifty, Gayle, Haim, Ice Spice, Kali, Karol G, Khalid, Sam Smith, Lizzo, Nicki Minaj, Billie Eilish, PinkPantheress, Tame Impala, the Kid Laroi, te članova glumačke postave Ryana Goslinga i Dua Lipe.
Unatoč očekivanjima da će se pjesma „Barbie Girl” pop sastava Aqua iz 1997. pojaviti u filmu, ona nije korištena. Variety je nagađao da je to zbog loših odnosa između Mattela i MCA Recordsa, američkog izdavača pjesme, koji je bio uključen u niz tužbi zbog pjesme od 1997. do 2002. Umjesto toga, u filmu je puštena obrada te pjesme, naslova „Barbie World”.

## Promocija
Barbie je promovirana opsežnom oglašivačkom kampanjom. U mjesecima koji su prethodili izlasku filma, Mattel je sklopio nekoliko promotivnih partnerstava i suradnji na temu Barbie s raznim markama, uključujući: Airbnb, Aldo, Bloomingdale's, Burger King Brazil, Chi Haircare, Forever 21, Gap, Hot Topic, Krispy Kreme Filipini, Primark, Spirit Halloween, Ulta, i Xbox. Osim toga, studijska matična tvrtka Warner Bros. Discovery promovirala je film putem svojih TV kanala, uključujući natjecateljsku seriju i reality show pod nazivom Barbie Dreamhouse Challenge, u koprodukciji Mattel Televisiona, koja je trebala biti premijerno prikazana neposredno prije izlaska filma.
Slika prvog pogleda filma otkrivena je tijekom prezentacije na CinemaConu u travnju 2022. Objavljena javnosti 27. travnja 2022., slika prikazuje Margot Robbie kao Barbie, kako sjedi za upravljačem svoje kultne ružičaste Chevrolet Corvette iz 1956. 15. lipnja 2022. objavljena je druga slika s Ryanom Goslingom kao Kenom. Unatoč primjećivanju sličnosti između njegova izgleda na slici i njegovih prethodnih uloga, The Guardian je ustvrdio da „postoji velika vjerojatnost da će ovo biti [Goslingova] odlučujuća uloga”.
Prva najava filma (teaser trailer) prikazana je tijekom pretpremijernih prikazivanja filma Avatar: Put vode u prosincu 2022. Sadržavao je parodiju uvodne sekvence „Dawn of Man” Odiseje u svemiru Stanleyja Kubricka iz, u kojoj Robbie (odjevena u originalnu Barbienu odjeću iz 1959.) oponaša izvanzemaljski monolita. Zajedno s plakatom, teaser trailer objavljen je u javnosti 16. prosinca 2022. Rolling Stone je pohvalio hommage Kubricku, boje i nejasno ocrtavanje radnje: „Moramo se zapitati kada će se, ili još bolje kako, sve to uzdrmati”.
Dana 4. travnja 2023., dvadeset i četiri plakata s likovima Barbika i Kena prikazanih u filmu podijeljena su na Barbienim društvenim mrežama. Drugi teaser trailer predstavljen je ubrzo nakon objavljivanja plakata. Sadržao je prepjev pjesme Beach Boysa iz 1964. „Fun, Fun, Fun”. Služben najava (trailer) za film objavljen je 25. svibnja 2023.
U lipnju 2023. francuski Barbie poster postao je viralan jer je uključivao slogan „Elle peut tout faire. Lui, c'est juste Ken.”, što doslovno znači „Ona može sve. On je samo Ken.” Međutim, ken je verlanski žargonski izraz za „jebati” na francuskom, tj. fonološki obrat nique, dok je c'est („on jest”) homofon za sait („on zna kako”), što znači da bi se slogan mogao pročitati kao „Ona može sve. On samo zna kako se jebati.” Analitičari su zaključili da je dosjetka vjerojatno bila namjerna, budući da je žargonski izraz općepoznat među govornicima francuskog, iako Warner Bros. nije želio ni potvrditi ni zanijekati je li to bio slučaj.
Uoči izlaska, ružičasti jumbo plakati, prazni osim datuma izlaska filma, pojavili su se diljem svijeta, a stvarna kuća „Barbie House Dream” u Malibuu u Kaliforniji postala je dostupna za iznajmljivanje putem Airbnb–a.
Dana 14. srpnja 2023., SAG-AFTRA, američki sindikat filmskih, televizijskih i glasovnih glumaca, proglasio je štrajk, učinkovito zaustavljajući svaki promotivni događaj koji uključuje bilo kojeg člana udruženja. Robbie je iskazala podršku u akciji. Predsjednica SAG-AFTRA-e Fran Drescher kasnije je tvrdila da su studiji „prevarili” ceh na prihvaćanje 12-dnevnog produljenja pregovora kako bi nastavili promovirati ljetne filmove poput Barbie.

## Kritike
Screen Rant je izvijestio da je film dobio pohvale kritičara i publike. Na internetskoj stranici Rotten Tomatoes, agregatoru recenzija, 90% od 326 recenzija kritičara je pozitivno, s prosječnom ocjenom 8,1/10. Konsenzus stranice glasi: „Barbie je vizualno blistava komedija čiji je metahumor pametno nadopunjen subverzivnim pripovijedanjem.” Metacritic, koji koristi ponderirani prosjek, dodijelio je filmu ocjenu 80 od 100, na temelju 64 kritičara, što ukazuje na „općenito povoljne kritike”. Publika koju je ispitao CinemaScore dala je filmu prosječnu ocjenu A na ljestvici od A+ do F, dok su ispitanici PostTraka dali pozitivne ocjene u 89% upita, a 79% je reklo da bi definitivno preporučilo film.
U svojoj recenziji za Chicago Tribune, Michael Phillips nazvao je Barbie „ljupkim, ekscentrično maštovitim primjerom proširenja marke i sirovog, nesputanog komercijalizma”, pohvalio dizajn produkcije i sažeo: „Ovdje je ključno partnerstvo ono između redatelja i izvođača, Gerwig i Robbie; sve što Gerwigov i Baumbachov verbalno vješti scenarij zahtijeva, od Barbiene prve suze do posljednje dosjetke chline, Robbie rukuje s nepogrešivom preciznošću.” Richard Brody iz The New Yorkera nazvao ju je „briljantnom, lijepom i vraški zabavnom”, tvrdeći da „vrtoglavo stilizirana vizija lutke koja oživljava ozbiljno opravdava umjetnost prilagodbe čak i najočišćenijeg I.P.” i pohvalio je „slobodan i divlji” smjer kao i „obilnu i izuzetnu” vizualnu estetiku. Charlotte O'Sullivan iz londonskog Evening Standarda pohvalila je film kao „laku komediju godine” i slično dodala: „Jedan od najsmješnijih i najzabavnijih filmova ikada snimljenih, također je i nečuven [...] Odbijanjem igrati na sigurno, zvijezda i producentica Margot Robbie i scenaristica-redateljica Greta Gerwig učinile su sebe ponosnima”. Eileen Jones iz Jacobina rekla je da je film „uspio nadvladati glomazan zaplet i feminističku pobožnost kako bi pružio divan spektakl smiješnih trenutaka koji se dodaju u nešto prilično dobro.” U The Guardianu, Peter Bradshaw je Barbie dodijelio 3 od 5 zvjezdica, opisujući je kao „blistavo nježnu i delirično ružičastu”, ali „možda ogromnu dvosatna reklamu za proizvod" i istaknuo Goslinga kao kradljivca scene.
Lovia Gyarke iz The Hollywood Reportera nazvala je film „složenim činom uravnoteživanja korporativne odanosti i subverzije” hvaleći Gerwigovu režiju, scenografiju, kostime, soundtrack i glavne izvedbe, ali kritizirajući „zbrkanu politiku i ravno emocionalno slijetanje”.Varietyev kritičar Peter Debruge pohvalio je humor jer daje „dopuštenje da osporimo ono što Barbie predstavlja" i pohvalio Goslingovu izvedbu, ali je zaključio da je film „intelektualno iskustvo, a ne emocionalno, utemeljeno uglavnom na nostalgiji publike”. Alison Willmore iz New Yorka pohvalila je glavne izvedbe, posebno onu Robbie, koju je okarakterizirala kao „sposobn za srcedrapajuću ozbiljnost poput humora, i koji je ponekad bez napora postigla oboje odjednom”, ali se žalila na teme filma, smatrajući da „u konačnici ne želi učiniti puno više od samog pričanja u krugovima o tim temama”. Na sličnoj temi, Stephanie Zacharek iz Timea pohvalila je glavne izvedbe i tehničke aspekte, ali je kritizirala „samosvjesnu” prirodu filma, posebno nakon prvih pola sata, zaključivši da je to feministički film „samo na najrazbacaniji način”, te da nije „subverzivan”. Camilla Long iz The Times pohvalila je Goslingovu izvedbu Kena, ali i napisala da je „u pokušaju da komično bude ispred krivulje seksizma, [film] sam po sebi dobio osjećaj seksizma.” Long je također kritizirala politiku filma kao „krajnje nekoherentnu”.

## Teme u filmu
Kao i sa samom lutkom, feminizam i srodne teme u filmu bile su predmet rasprave.
Barbie je okarakterizirana kao osoba koja istražuje teme egzistencijalizma. Lucy Bord iz GQ-a napisala je da film „razmišlja o samoj ideji o tome što nas čini ljudima, ideji o 'drugom', postoji li doista nešto poput autonomije ili smo svi jednostavno pijuni koje treba pokupiti i riješiti ih se kada više ne budemo korisni”. Bord je primijetila da u filmu Barbie i Ken idu na „suprotna, ali jednaka” putovanja samootkrivanja, nakon što su se odvažili u stvarni svijet i saznali da je to represivno patrijarhalno društvo za razliku od matrijarhalne utopije koja je Barbieland, „uhvaćeni na nišanu osjećaja i nečije tuđe ideje, boreći se sa slobodnom voljom i sveprisutnim unaprijed određenim pravilima o tome gdje ići i kako djelovati”.
U Vogue India, Varya Srivastava primijenila je beauvoirovske koncepte egzistencijalizma i individualizma na Barbie, tvrdeći da „individualizam [vas] tjera na preispitivanje društvenih normi i očekivanja [...] Čak i za Barbie, ovo se kuha već neko vrijeme. Pokušala je biti inkluzivna i reprezentativna. Pokušala je priznati feminističku kritiku i sada ima poslove kao što su predsjednica, znanstvenica, liječnica. Ali teret je biti uzor u svijetu koji preispituje moralnost i prihvaća mnogostrukost. Egzistencijalizam uspijeva u tom jazu između onoga što jest i onoga što bi trebalo biti.”
Alissa Wilkinson iz Voxa usporedila je Barbieland s biblijskim rajskim vrtom, s Barbie i Kenom kao obratnim paralelama Adama i Eve. Prvi dojam Barbie i Kena „da su odjednom postali samosvjesni i svjesni da ih se gleda” u stvarnom svijetu tumačila je kao filmsku inačicu istočnoga grijeha.
Kineski filmski kritičar Li Jingfei (李竞菲) usporedio je Barbinu iznenadnu svijest o smrti s trenutkom kada je Siddhārtha Gautama napustio palaču svog rođenja i prvi put saznao za patnju i smrt, što je na kraju dovelo do njegovog prosvjetljenja.
Katie Pickles iz The Conversation zaključila je da Barbie pokazuje kako matrijarhat može biti "jednako loš" kao i patrijarhat, pri čemu su Kenovi objektivizirani i isključeni spol u Barbielandu. Pickles dalje komentira da su pravi heroji bili izopćenici kao što su Čudna Barbie i Allan, koji su deprogramirali Barbike da toleriraju status quo. Ona vjeruje da je to u skladu s Gerwigovom koncepcijom feminizma, gdje "svi stoje u suncu."
Jack Butler iz National Review odbacio je percepciju filma kao "plitke, muške mrske i odbojne estrihe" i ustvrdio da je film umjesto toga "postfeministička satira o tome kako feministkinje zamišljaju da savršeni svijet izgleda i kako one zamišljaju da je muška dominacija", primijetio je da je u stvarnom svijetu "Ken odbijen u svim svojim pokušajima da se pridruži muškoj hijerarhiji koja navodno dominira svijetom. Mora se vratiti u Barbie zemlju kako bi je uspostavio; ono što on tamo uspostavlja je tako plitko da se sruši gotovo jednako brzo kao što je i postavljeno. U međuvremenu, iako Robbiena Barbie vraća žensku dominaciju u Barbielandu, ona odlučuje ne ostati ondje, birajući umjesto toga da postane potpuno čovjek".
Mnogi su novinari spojili Barbie s turnejom Eras Tour Taylor Swift za istodobno predstavljanje rekontekstualizirane mainstream ženstvenosti. Michelle Goldberg iz The New York Times opisala je lansiranje filma i turneju, njihov oduševljeni prijem u javnosti i povezane kritičke diskurse kao najveće kulturne fenomene ljeta 2023., objašnjavajući da "ispod njihovih glatkih, bujnih pop površina, [i film i turneja] pričaju priče o ženskom odrastanju obilježene egzistencijalnim krizama i gorkim suočavanjima sa seksizmom." Ben Sisario je oba djela smatrao kritikama patrijarhata, dok je Talia Lakritz iz Business Insider rekla da oba oni "vraćaju djevojaštvo bez oduzimanja moći". Slično tome, Chris Willman je izjavio da obojica koriste patrijarhat kao predmet ironije "dok su krajnje prijateljski nastrojeni prema muškarcima i pozdravljaju ih jednako kao i bilo koga drugog", naposljetku postajući fenomen koji zarađuje milijarde dolara.
U Los Angeles Times, Jean Guerrero predstavio je podtekst feminističkoj vanjštini filma, u kojem je "svijet koji ne poštuje muškarce i njihove osjećaje izokrenuti oblik patrijarhata i također okrutan", te dodao: "Film je rijedak proizvod mainstream kulture koja poziva muškarce da ponovno zamisle muškost radi njih samih. Priznaje krizu identiteta i gubitak nade, ekonomskih obećanja i životne svrhe među američkim muškarcima. Progresivci često ignoriraju ove borbe, ali ih zgodno i otrovno iskorištavaju desničarski manfluenceri od Andrewa Tatea do Josha Hawleya [...] Recepcija filma usredotočena je na njegove poruke o osnaživanju žena, ali ono što ga čini radikalnom pričom jest to što također poziva žene da ponovno zamisle feminizam tako da ne ignoriraju muške borbe”.

## Vanjske poveznice
- Barbie na IMDb-u
- službena stranica  Arhivirana inačica izvorne stranice od 27. rujna 2024. (Wayback Machine)